# Motorpsycho
Motorpsycho is een Noorse rockband, die in oktober 1989 werd opgericht in Trondheim door Bent Sæther (bas/zang), Hans Magnus Ryan (gitaar) en Kjell Runar "Killer" Jenssen (drums).
De muziek van Motorpsycho kan in het algemeen worden bestempeld als psychedelische rock, maar bevat ook elementen van heavy metal, jazz, rock, pop en vele andere muziekstijlen.

## Oprichting en eerste jaren
De bandleden kwamen op het idee van de naam na in een bioscoop een filmavond met drie films van Russ Meyer bezocht te hebben. Aangezien de andere twee titels, Mudhoney en Faster Pussycat al door andere bands in gebruik bleken te zijn genomen, bleef Motorpsycho over. In de genoemde bezetting bracht de band in 1990 een cassettedemo (Maiden Voyage) en het album Lobotomizer (1991) uit, die nog in de heavy metal-traditie stonden, maar waarin al de eerste psychedelische en experimentele elementen te horen waren. Hierna zou Håkon Gebhardt als drummer Jenssen vervangen en de kernbezetting tot en met 2005 ontstaan.

## Jaren negentig
Al snel ontwikkelde de band een unieke mengeling van grunge, heavy metal en indierock, aangevuld met geluidsexperimenten, in het begin vooral van Deathprod (Helge Sten), die later producer van de band zou worden.
Het ambitieuze dubbelalbum Demon Box uit 1993 was het begin van de productie van een grote hoeveelheid ep's en cd's in de jaren negentig (bijna jaarlijks) en van geregelde tournees. De band verwierf daarmee een Noorse Grammy-nominatie en een trouwe aanhang, met name in Scandinavië, Duitsland, België en Nederland.
Hoogtepunten uit die jaren zijn het rockopera-achtige Timothy's Monster uit 1994 en Trust Us (1998), waarop het misschien wel het bekendste nummer van Motorpsycho, 'Vortex Surfer', te vinden is.
In 1995 werd er ook opgetreden als het alter ego 'The International Tussler Society' in zuivere country & western-stijl. Incidenteel zou de groep deze gedaantewisseling nog weleens doormaken.

## Vanaf 2000
Met het album Let Them Eat Cake in 2000 week Motorpsycho scherp af van zijn hardrock-wortels en koos voor een meer tegen de pop en jazz aanleunende benadering, zowel voor de songs zelf als voor de productie. In plaats van experimentele geluidsmuren en psychedelische rock maakte men nu korte en kernachtige muziek met onmiskenbare invloeden van The Beatles en The Beach Boys. Op de daaropvolgende cd's Phanerothyme and It's A Love Cult werd deze lijn doorgetrokken.
In 2006 kwam het langverwachte dubbelalbum Black Hole/Blank Canvas uit, dat zeer positieve recensies kreeg. Het album bracht de kenmerken van zowel het oude als het vernieuwde Motorpsycho bijeen en wist de aanhang daarmee opnieuw aan zich te binden.
Het was het eerste album nadat Hakon Gebhardt de band had verlaten. In 2008 dook hij op als lid van het Nederlandse muziekcollectief het Beukorkest.
In 2008 verscheen Little Lucid Moments, met de nieuwe drummer Kenneth Kapstad. Het album werd in een keer live in de studio opgenomen en bevat vier nummers van epische lengte in psychedelische rock-stijl. De recensent van allmusic.com verwoordt zijn oordeel als volgt:
"(...) de verbijsterde luisteraar kan niet anders dan de conclusie trekken (...) dat Motorpsycho boven elke klasse verheven is en dat deze groep, ondanks de vele muzieksoorten waardoor ze zich laat beïnvloeden, iets zo unieks en genre-overschrijdends heeft geproduceerd dat deze het verdient een eigen categorie te krijgen. Als je Motorpsycho nog niet eerder hebt gehoord, begin hier en ga terug, of begin bij het begin, maar wat je dit jaar ook doet, maak tijd en ruimte om hiernaar te luisteren. 'It will literally blow your mind.'"
In augustus 2009 verscheen het album Child Of The Future, opgenomen in samenwerking met Steve Albini en alleen op vinyl verkrijgbaar.
Op 18 januari 2010 kwam het album Heavy Metal Fruit uit bij Stickman Records, door henzelf een 'space-opera' genoemd.
In oktober 2011 verscheen het livealbum Strings Of Stroop - Motorpsycho Live At Effenaar. Op het album staan vier live tracks, opgenomen tijdens verschillende optredens tussen 1999 en 2010 in de Effenaar. Het album is exclusief op vinyl uitgebracht, in een gelimiteerde oplage van 500 stuks en werd verkocht na het 14e concert van Motorpsycho in de Effenaar.
Het dubbelalbum The Death Defying Unicorn was een samenwerkingsproject met Ståle Storløkken dat was ontstaan op het Molde International Jazzfestival van 2010.
Met Reine Fiske als extra gitarist bracht Motorpsycho twee albums uit, waarop weer meer teruggegrepen werd op het vroegere gitaarwerk, Still Life With Eggplant (2013) en Behind The Sun (2014).
In 2015 werd Motorpsycho opgenomen in Rockheim, de Noorse hall of fame voor rockmuziek.
In 2016 kwam het album "Here Be Monsters" uit. Op 23 mei 2016 maakte de band bekend dat drummer Kapstad de band had verlaten. Sæther en Ryan zetten Motorpsycho de rest van 2016 met zijn tweeën voort, maar vanaf 2017 voegde nieuwe drummer Tomas Järmyr zich bij de band. Eind 2022 besloot Järmyr de band te verlaten. Op de albums Yay!, uitgebracht in juni 2023, en Neigh!!, uitgebracht in september 2024, maar beide geconcipieerd tijdens de covid-jaren, speelt en zingt hij nog mee. Sindsdien is de band gereduceerd tot het duo Bent Sæther en Hans Magnus Ryan, maar er wordt van diverse gastdrummers gebruik gemaakt.
In 2023 richtte de band zijn eigen platenlabel, Det Nordenfjeldske Grammofonselskab, op. 

## Tijdlijn bezetting

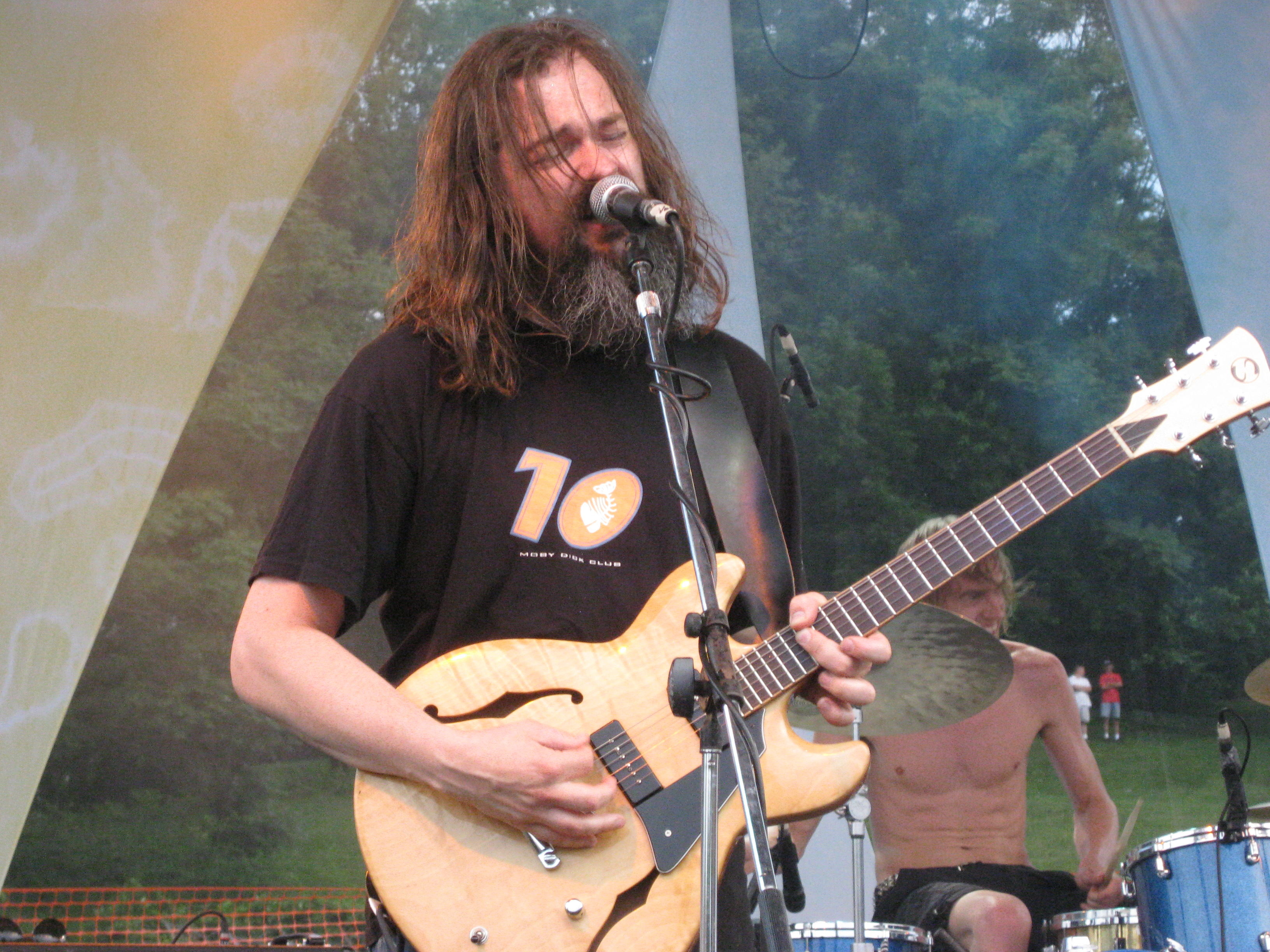
Hans Magnus Ryan

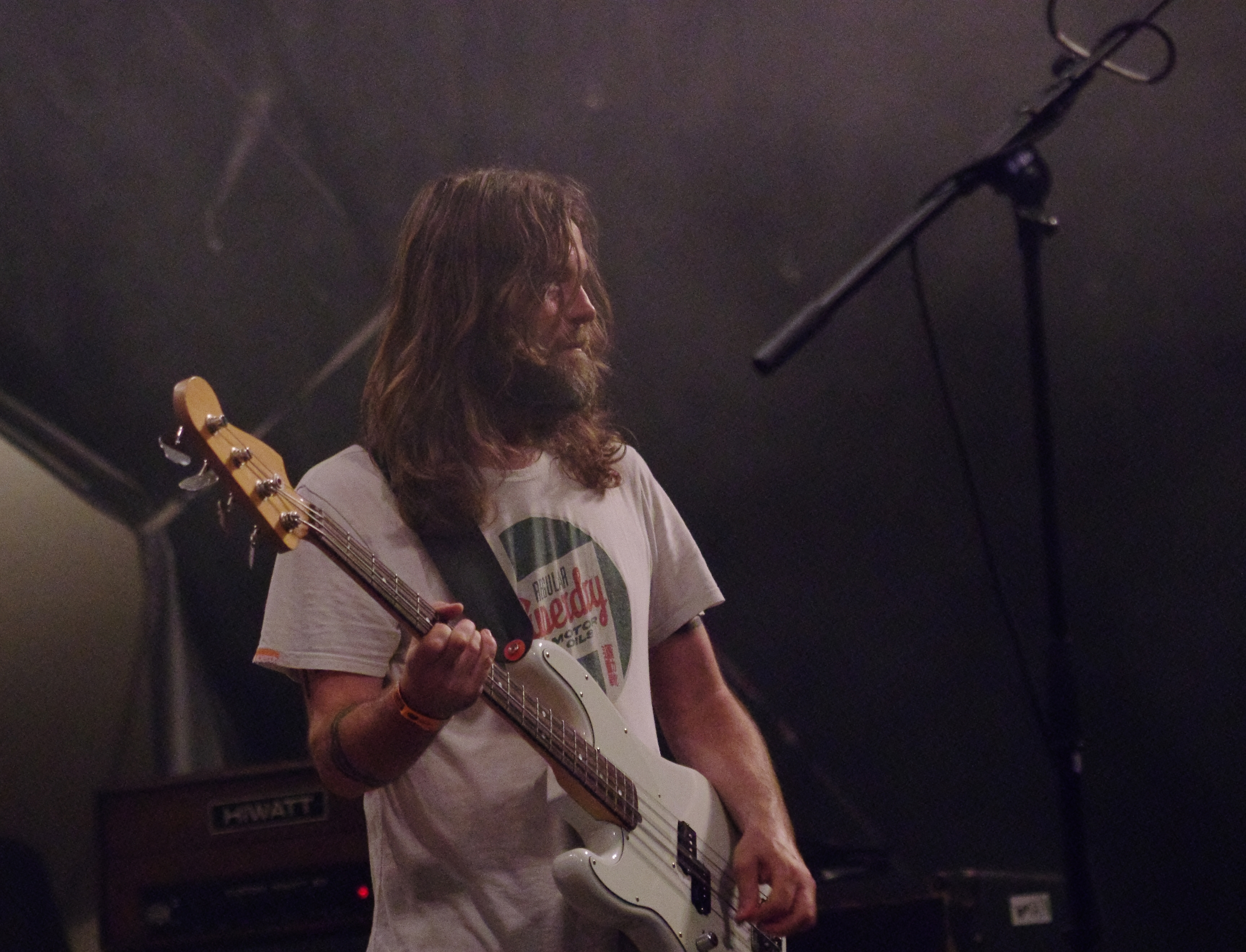
Bent Sæther

## Discografie

### Reguliere albums
- 1991: Lobotomizer
- 1992: Soothe
- 1993: Demon Box
- 1994: Timothy's Monster
- 1996: Blissard
- 1997: Angels and Daemons at Play
- 1998: Trust Us
- 2000: Let them eat Cake
- 2001: Barracuda (minialbum)
- 2001: Phanerothyme
- 2002: It's A Love Cult
- 2006: Black Hole/Blank Canvas
- 2008: Little Lucid Moments
- 2009: Child Of The Future
- 2010: Heavy Metal Fruit
- 2012: The Death Defying Unicorn
- 2013: Still Life With Eggplant
- 2014: Behind the Sun
- 2016: Here Be Monsters
- 2017: The Tower
- 2019: The Crucible
- 2020: The All is One
- 2021: Kingdom of Oblivion
- 2022: Ancient Astronauts
- 2023: Yay!
- 2024: Neigh!!
- 2025: Motorpsycho

### Albums als "The International Tussler Society"
- 1994: The Tussler
- 2004: Motorpsycho presents The International Tussler Society

### Livealbums
- 1999: Roadwork Vol. 1 - Heavy metal iz a poze, hardt rock iz a leifschteil: live in Europe 1998
- 2001: Roadwork Vol. 2 - The MotorSourceMassacre: Motorpsycho, The Source and Deathprod live at Kongsberg Jazzfestival 1995
- 2008: Roadwork Vol. 3 – The Four Norsemen of the Apocalypse (meegeleverd in de dvd "Haircuts")
- 2011: Roadwork Vol. 4 - Intrepid Skronk
- 2011: Strings Of Stroop - Motorpsycho Live At Effenaar
- 2018: A Boxful of Demons
- 2018: Roadwork Vol. 5 – Field Notes: The Fantastic Expedition of Järmyr, Ryan, Sæther & Lo

### Ep's
- 1990: Maiden Voyage (demo)
- 1993: Mountain
- 1993: Another Ugly EP
- 1994: Wearing Yr Smell
- 1996: Nerve Tattoo
- 1996: Manmower
- 1997: Babyscooter
- 1997: Lovelight
- 1997: Have Spacesuit, Will Travel
- 1997: Starmelt
- 1998: Ozone
- 1998: Hey Jane
- 2000: The Other Fool
- 2000: Walkin´ with J
- 2002: Serpentine
- 2017: The California EP

### Singles
- 1992: "3 Songs for Rut"
- 1996: "Sinful, Wind-borne"
- 2006: "Hyena" (promo-single)
- 2010: "X-3"
- 2010: "The Visitant"
- 2023: "Patterns"
- 2024: "Psycholab"
- 2024: "Core Memory Corrupt"
- 2025: "Stanley (Tonight’s The Night)"

### Dvd's
- 2008: Haircuts - Motorpsycho on Film

### Samenwerkingsverbanden
- 1993: Into The Sun (split-7"/cd-single met Hedge Hog)
- 2001: Go To California (Split-ep met The Soundtrack Of Our Lives)
- 2003: In The Fishtank 10 (met Jaga Jazzist Horns)